# دبی نوا
دبورا نوالسکی کادر، با نام هنری دبی نوا (انگلیسی: Debi Nova؛ زادهٔ ۶ اوت ۱۹۸۰) خواننده و ترانه‌سرای اهل کاستاریکاست که در لس‌آنجلس بزرگ شده است. وی از سال ۲۰۰۱ میلادی تاکنون مشغول فعالیت است.
دبی نوا شش بار نامزد جایزه گرمی شد، از جمله برای ترانه One Rhythm، که در چارت آهنگ‌های دنس‌کلاب ایالات متحده به رتبه نخست رسید، و یکی از موسیقی‌های متن بازی رایانه‌ای فیفا ۲۰۰۵ نیز بود. Drummer Boy سینگل معروف دیگری از دبی نواست که در سال ۲۰۱۰ منتشر شد، و در نخستین آلبوم او با نام Luna Nueva قرار گرفت. او با هنرمندان بسیاری از جمله بانی جیمز، سرجیو مندز، مارک رانسون، کیو-تیپ، بلک آید پیز، شان پاول، ریکی مارتین و فرانکو دویتا همکاری داشته است. در سال ۲۰۲۰، چهارمین آلبوم دبی نوا با نام 3:33، نامزد جایزه گرمی بهترین آلبوم پاپ لاتین یا شهری شد.